# يان مارتي
يان مارتي مواليد 7 يونيو 1988 في ساير، هو لاعب كرة مضرب سويسري يلعب باليد اليمنى ويحتل حالياً المرتبة رقم. 294 (16 فبراير 2015) في تصنيف رابطة محترفي كرة المضرب. أعلى تصنيف له في الفردي كان المركز الـ 200 في سنة 2014.

## روابط خارجية
- يان مارتي على موقع رابطة محترفي التنس (الإنجليزية)
- يان مارتي على موقع الاتحاد الدولي لكرة المضرب (الإنجليزية)
- يان مارتي على موقع خلاصة التنس.كوم (الإنجليزية)
- يان مارتي على موقع إي إس بي إن.كوم (الإنجليزية)